# ناحیه نیرادیهاز
ناحیهٔ نیراِدْیْهاز (به مجاری: Nyíregyházi járás) یک ناحیه در مجارستان است که در سابولچ-ساتمار-برگ واقع شده‌است. ناحیهٔ نیرادیهاز ۸۰۹٫۶۱ کیلومتر مربع مساحت و ۱۶۸٬۱۱۸ نفر جمعیت دارد.